# Sussan Babaie
Sussan Babaie (em persa: سوسن بابایی, nascida em 1954) é uma historiadora de arte e curadora nascida no Irã. Ela é mais conhecida por seu trabalho sobre arte persa e arte islâmica do início do período moderno. Ela escreveu extensivamente sobre a arte e a arquitetura da Dinastia Safávida. Sua pesquisa adota uma abordagem multidisciplinar e explora tópicos como urbanismo, estudos de império, visualidade transcultural e noções de exotismo. Em seu trabalho como curadora, Babaie trabalhou em exposições no Museu Sackler da Universidade de Harvard (2010), no Museu de Arte da Universidade de Michigan (instalação, 2002–2006) e no Museu de Arte do Smith College (1998).